# Trigonosoma decorum
Trigonosoma decorum är en tvåvingeart som först beskrevs av de Meijere 1911.  Trigonosoma decorum ingår i släktet Trigonosoma och familjen bredmunsflugor. Inga underarter finns listade i Catalogue of Life.